# Дрогобицький повіт
Дрогобицький повіт (пол. Powiat drohobycki) — історична адміністративно-територіальна одиниця у складі Королівства Галичини і Володимирії, ЗУНР, Польщі, УРСР і дистрикту Галичина. Центром повіту було місто Дрогобич. 

## Період Австро-Угорщини
У 1854 році в Австрійській імперії була проведена адміністративна реформа, згідно з якою у складі Королівства Галичини та Володимирії були утворені повіти. 1867 року були скасовані округи, а повіти реорганізовані: частина зникла, а частина збільшилася за рахунок інших.

## Період ЗУНР
Дрогобич поряд із Самбором і Перемишлем був одним із трьох міст Східної Галичини, в гарнізонах яких переважали поляки серед військових, що вони й використали 1 листопада 1918 р. для захоплення міста, залучивши до цього й поляків-робітників. Українці натомість зібрали селян з довколишніх сіл, озброєних рушницями, косами й вилами, оточили місто і перекрили підвезення харчів. Доблесне польське військо протрималось 8 днів і вночі з 9 на 10 листопада покинуло Дрогобич.
Повітовим комісаром став д-р Микола Бодруґ, якого з 12 листопада 1918 року змінив Антін Горбачевський. Український Державний Банк (колишній «Австро-Угорський») очолив о. Антін Рудницький. Завідувачами податкового уряду стали Василь Гаврилів та Михасевич. Тимчасовим керівником повітового суду призначили Юліана Дроздовського. Начальником залізничної станції став інспектор Дмитро Гутович, пошти й телеграфу — Іван Калинович. Повітову жандармерію взяв під свою команду четар Окопний. Окружну Шкільну Раду очолив інспектор Іван Ліщинський. Директором української гімназії став Андрій Алиськевич. Повітову раду очолив Семен Вітик.
Міськими комісарами (бургомістрами) обрані: Борислава — землероб Євстахій Сасик (власник нерухомості), Тустанович — гірничий інженер Роман Левицький. Делегатами до УНРади обрані: від міста Дрогобича — Маріян Козаневич, від міста Борислава — Гриць Терлецький, від повіту — адвокат Гриць Кузів (УРП).

## Під польською окупацією
Включений до складу Львівського воєводства після утворення воєводства у 1920 році на окупованих Польщею землях ЗУНР.

### Адміністративний поділ

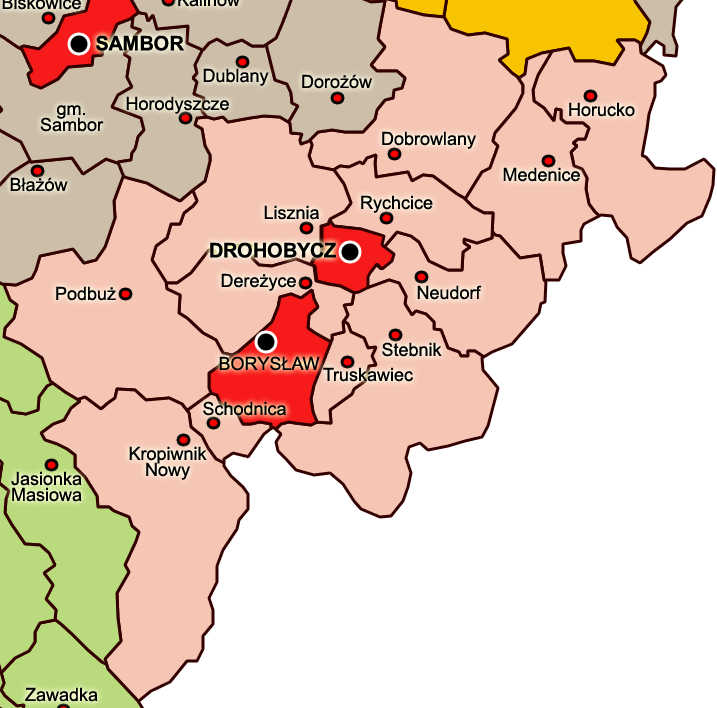
Дрогобицький повіт

Розпорядженням Ради Міністрів 20 травня 1930 р. до Борислава включено приміські села Мражниця, Баня Котовська, Губичі і Тустановичі.
Станом на 1934 рік площа Дрогобицького повіту становила 1 499,22 км²; населення (1931 р.) — 194 485 осіб, налічувалось 29279 житлових будинків.
15 червня 1934 р. село Волоща передане з Самбірського повіту до Дрогобицького.
1 серпня 1934 р. здійснено новий поділ на сільські гміни внаслідок об'єднання дотогочасних (збережених від Австро-Угорщини) гмін, які позначали громаду села. Новоутворені гміни відповідали волості — об'єднували громади кількох сіл або (в дуже рідкісних випадках) обмежувались єдиним дуже великим селом.

#### Міста (Міські гміни)
1. м. Дрогобич
2. м. Борислав — місто з 1933 року
3. Тустановичі — міська гміна до 1930, коли була включена до складу сусідньої міської гміни Борислав.

#### Сільські гміни
Кількість:
1920—1934 рр. — 73
в 1934 р. — 74
1934—1939 рр. — 12
| Об'єднані сільські гміни 1934 року | Об'єднані сільські гміни 1934 року | Старі сільські гміни                                                                        | Кількість |
| ---------------------------------- | ---------------------------------- | ------------------------------------------------------------------------------------------- | --------- |
| 1                                  | Гміна Дережичі                     | Дережичі, Ясениця-Сільна, Монастир-Дережицький, Модричі, Попелі                             | 5         |
| 2                                  | Гміна Добрівляни                   | Воля Якубова, Волоща (з 15.06.1934), Вороблевичі, Грушів, Добрівляни, Літиня, Ролів, Тинів  | 8         |
| 3                                  | Гміна Гірське                      | Більче, Гірське, Криниця, Раделичі, Липиці, Саска Камеральна (Мала Горожанна), Угартсберґ   | 7         |
| 4                                  | Гміна Новий Кропивник              | Довге Підбузьке, Ластівка, Майдан, Новий Кропивник, Старий Кропивник, Рибник                | 6         |
| 5                                  | Гміна Лішня                        | Брониця, Долішній Лужок, Лішня, Медвежа, Монастир-Лішнянський, Нагуєвичі, Снятинка, Унятичі | 8         |
| 6                                  | Гміна Меденичі                     | Довге Меденицьке (Довге), Йозефсберґ, Кеніґзав, Летня, Меденичі, Опарі, Ріпчиці             | 7         |
| 7                                  | Гміна Нойдорф                      | Болехівці, Верхні Гаї, Нижні Гаї, Нойдорф, Почаєвичі, Раневичі                              | 6         |
| 8                                  | Гміна Підбуж                       | Бистриця, Винники, Жданівка, Залокоть, Опака, Підбуж, Підмонастирок, Смільна, Сторона, Уріж | 10        |
| 9                                  | Гміна Рихтичі                      | Вацевичі, Далява, Липовець, Михайлевичі, Рихтичі, Солонське, Старе Село                     | 7         |
| 10                                 | Гміна Східниця                     | Східниця                                                                                    | 1         |
| 11                                 | Гміна Стебник                      | Доброгостів, Гассендорф, Колпець, Орів, Солець, Станиля, Стебник, Уличне                    | 8         |
| 12                                 | Гміна Трускавець                   | Трускавець                                                                                  | 1         |

### Перейменування
Рішенням міністра внутрішніх справ 25 листопада 1938 року змінені німецькі назви поселень (колоній) на польські:
- Коросьніца (Korośnica) замість Йозефсберґ (Josefsberg)
- Полміновіце (Polminowice) замість Нойдорф (Neudorf)
- Рувне (Równe) замість Кеніґзав (Königsau)
- Улічно Мале (Uliczno Małe) замість Ґасендорф (Gassendorf)
- Випучкі (Wypuczki) замість Уґартсберґ (Ugartsberg).

## Радянський період
У першій половині вересня 1939 року німці окупували територію повіту, однак вже 24 вересня 1939 року передали її СРСР, оскільки за пактом Ріббентропа-Молотова вона належала до радянської зони впливу. 27 листопада 1939 року повіт включено до новоутвореної Дрогобицької області.
17 січня 1940 р. повіт ліквідовано шляхом виділення двох міст у пряме обласне підпорядкування (Дрогобич і Борислав) та утворення районів — кожен із з кількох ґмін:
- Меденицький — зі ґмін Горуцко, Добрівляни і Меденичі;
- Дрогобицький — зі ґмін Дережичі, Лішня, Нойдорф, Рихтичі, Стебник і Трускавець;
- Підбузький — зі ґмін Новий Кропивник і Підбуж.

## Третій Райх
Німецькою окупаційною владою 1.08.1941 відновлений Дрогобицький повіт, для управління яким 11.08.1941 утворено Дрогобицьке окружне староство (нім. Kreishauptmannschaft Drohobycz). Відновлений був також і поділ на ґміни. 1 вересня 1943 Дережицьку ґміну було розділено на чотири частини та включено одну з них (село Попелі) до складу Борислава, другу (присілки Млинки Шкільникові і Млинки Сівкові) віднесено до міста Дрогобича, третю (села Дережичі, Ясениця-Сільна і Монастир-Дережицький) передано Лішнянській ґміні, а четверту (місцевості Циганівка, Модричі і Державний нафтопромисел села Модричі) приєднано до Стебницької ґміни.
Після повторної радянської окупації на початку серпня 1944 р., радянською владою повіт знову був поділений на райони.

## Населення
За переписом 1900 р. населення повіту загальним числом 134 056 жителів поділялось:
- за конфесіями — 20 932 римокатолики (15,61 %), 88 719 грекокатоликів (66,18 %), 22 001 юдей (16,41 %) та 2 404 інших віросповідань (1,79 %);
- за розмовною мовою — 11 897 німецькою (8,87 %), 29 899 польською (22,30 %), 91 902 українською (68,55 %) та 52 іншими мовами (0,04 %).

У 1939 році в повіті проживало 207 310 мешканців (124 145 українців-грекокатоликів — 59,88 %, 7 400 українців-латинників — 3,57 %, 41 570 поляків — 20,05 %, 260 польських колоністів міжвоєнного періоду — 0,13 %, 30 590 євреїв — 14,76 % і 3 345 німців та осіб інших національностей — 1,61 %).
Публіковані польським урядом цифри про національний склад повіту за результатами перепису 1931 року (з 194 456 населення ніби-то було аж 91 935 (47,28 %) поляків при 79 214 (40,74 %) українців, 20 484 (10,53 %) євреїв і 2 428 (1,25 %) німців) суперечать даним, отриманим від місцевих жителів (див. вище) і шематизмам та національним пропорціям за допольськими (австрійськими) та післяпольськими (радянським 1940 і німецьким 1943) переписами.